# Euoestrophasia plaumanni
Euoestrophasia plaumanni là một loài ruồi trong họ Tachinidae.